# Джонни Канук
Джонни Канук (англ. Johnny Canuck) — персонаж канадских комиксов, лесоруб, появившийся в 1869 году и позднее использовавшийся в качестве образа героя Второй мировой войны. Считается одной из персонификаций образа Канады. «Ванкувер Кэнакс», хоккейный клуб, выступающий в Национальной хоккейной лиге, до 1970 года использовал изображение Джонни Канука в качестве одного из своих логотипов.

## Персонаж комиксов
Впервые Джонни Канук появился в комиксах 1869 года, где он изображался как «младший брат» дяди Сэма и Джона Булля (символы — персонификации США и Великобритании соответственно). На рисунках он изображался как здоровый и простодушный, в одежде сельского жителя, фермера, лесоруба или солдата, но при этом «себе на уме» (противостоящим проискам «Джона Булля» или «дяди Сэма»). Комиксы с его участием выходили в течение 30 лет, публикация их прекратилась в начале XX века.
Во время Второй мировой войны Джонни Канук вновь «ожил» в февральском выпуске 1942 года журнала Dime Comics № 1 издательства Bell Features. Карикатурист Лео Бахл на этот раз изобразил Джонни в качестве тинейджера, по-видимому, в пику руководству издательства. Поначалу Джонни Канук в версии Bell Features не был супергероем, но по мере приближения конца войны он вносил свой «вклад» в борьбу с нацизмом и в конце концов, подобно капитану Америка, почти единолично закончил войну. После войны его популярность сошла на нет, и Джонни вновь исчез со страниц комиксов. Но в 1975 году появился новый персонаж комиксов по имени капитан Канук, созданный художником Ричардом Комли, который в то время не знал о прежнем персонаже Джонни Кануке. Капитан Канук, в отличие от предыдущих версий Джонни, изначально был супергероем, носил красно-белые брюки (цвета канадского флага) и маску, украшенную красным кленовым листом.
В 1995 году почта Канады выпустила серию почтовых марок, посвящённых супергероям американских комиксов. На одной из этих марок изображён Джонни Канук, одетый в куртку лётчика, кожаный шлем, очки и сапоги, воплощающий образ национального героя Канады.
Канадский карикатурист Тай Темплтон и издательство Moonstone Books в начале 2010-х планировали выпустить новую серию комиксов о Джонни Кануке, первоначально названном «Джонни Канук и стражи северного сияния» (англ. Johnny Canuck and the Guardians of the Northern Lights), впоследствии переименованном в «Северную гвардию» (англ. The Northern Guard).

## Использование образа клубом «Ванкувер Кэнакс»
В середине XX века «Ванкувер Кэнакс», профессиональный хоккейный клуб, выступавший в Pacific Coast Hockey League, а затем в Western Hockey League, использовал изображение Джонни Канука в качестве одного из своих логотипов. После перехода в НХЛ в 1970 году, клуб отказался от использования логотипа с Джонни Кануком, заменив его логотипом «Stick-in-Rink».
В 2006 году на винтажной маске вратаря, которую носил вратарь «Ванкувер Кэнакс» Роберто Луонго, снова появилось изображение Джонни Канука. В межсезонье 2007 года было объявлено, что «Ванкувер Кэнакс» разрабатывает новый дизайн формы, и среди болельщиков, а также в СМИ, высказывались пожелания, чтобы изображение Джонни Канука было вновь использовано в качестве логотипа. Несмотря на то, что решение в пользу изображения Джонни Канука так и не было принято, в сезоне 2007-08 годов оно вновь появилось на маске Луонго. Начиная с сезона 2008-09 годов, «Ванкувер Кэнакс» вновь представила свой ретро-логотип Johnny Canuck WHL в качестве наклейки на свои шлемы, а также его стилизованную версию — лицо Джонни Канака поверх буквы «V» — в качестве метки на плече их трикотажной формы.